# Копикуз

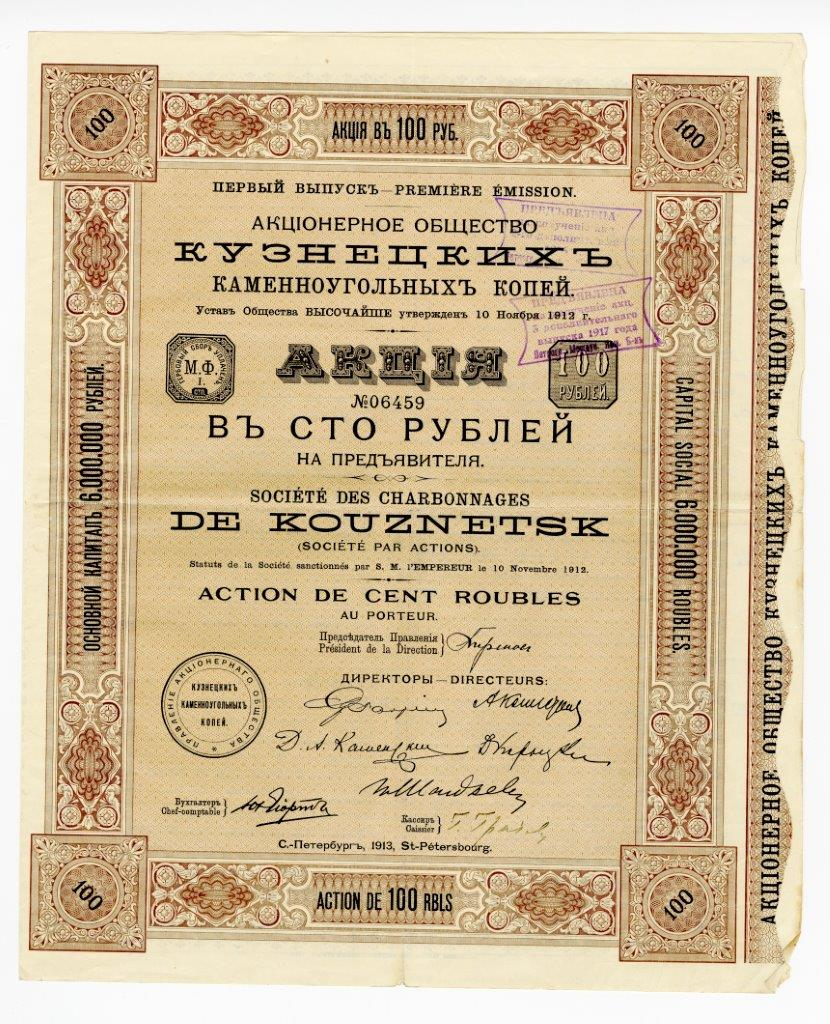
Акция в 100 руб. на предъявителя Акционерного общества Кузнецких каменноугольных копей с основным капиталом 6 млн руб. С.-Петербург, 1913 года

«Копикуз» (Акционерное общество Кузнецких каменноугольных копей) — учреждённое в 1912 году франко-немецко-бельгийское акционерное общество, получившее право на монопольную разработку ряда угольных месторождений в Сибири. Председателем Правления был избран сенатор, член Государственного Совета В. Ф. Трепов, в руках которого первоначально сосредоточивалось 1440 акций а директором-распорядителем — главный инженер компании, один из основоположников горно-металлургической отрасли Кузбасса И. И. Федорович. Основной капитал предприятия, Устав которого Высочайше одобрен 10 ноября 1912 года, составлял 6 миллионов рублей.

## Учреждение общества
Акционерами общества (60 тыс. акций) состояли Международный коммерческий банк (14640 акций), Русско-Азиатский банк (14640 акция), Regeie generale de cheminse (16983 акций), Societe Generale Favoriser (4099 акций), Бардак[прояснить] (8198 акций), Трепов[прояснить] (1440 акций).
К лету 1914 крупнейшим акционером Копикуза с 33 000 акциями стал Петербургский международный коммерческий банк. Затем его доля снизилась. В числе акционеров оказались Петроградский учётный и ссудный банк.
Всего общество с 1912 по 1919 годы произвело пять выпусков акций.
19 октября 1912 года Трепов и Хрулев заключили с Советом министров договор, по которому Копикузу на 60 лет, до 1972 года, предоставлялось монопольное право угледобычи на территории Алтайского округа (входившего на тот момент в состав Томской губернии) на площади 176 тыс. км². Имелась контора в Кузнецк-Сибирском.

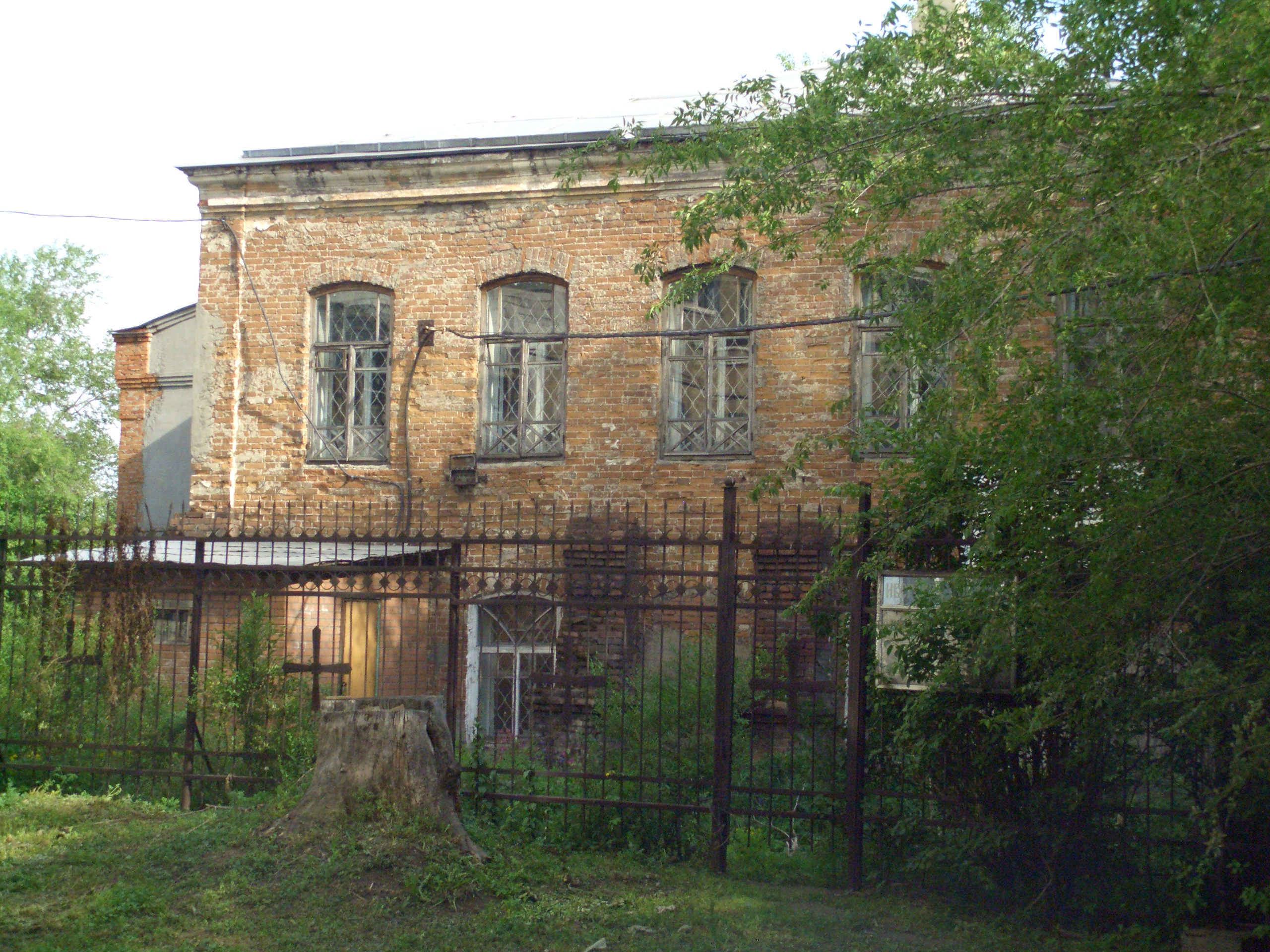
Контора Копикуза в Кузнецке

## Первые шаги
На территории Кузбасса Копикузу отводились Кемеровский, Кольчугинский, Прокопьевский, Киселёвский, Тельбесский рудники, Абашевские, Крапивинские, Анжерские копи и Гурьевский металлургический завод. Правление Копикуза находилось в Санкт-Петербурге, главная контора — в Томске. Учредители Общества вынашивали планы создания в Сибири мощного топливно-энергетического комплекса. По их замыслам Кузбасс должен был стать для Урала и Сибири тем же, чем стал для европейской России Донбасс.
В 1915—1917 годах на средства общества была построена канатная дорога через Томь для транспортировки угля от шахт к комплексу углеподготовки. В 1916 году общество построило для руководителей первый каменный благоустроенный дом на возвышенном правом берегу Томи.
Итоги геологических исследований, произведенных обществом Копикуз, дали возможность определить перспективы развития района, в том числе и закладку новых шахт. За короткое время была построена железная дорога Юрга — Кольчугино с веткой на Кемеровский рудник. Развернулось строительство шахт на Кемеровском и Кольчугинском каменноугольных рудниках, с которых и началась промышленная деятельность Копикуза. На Кемеровском руднике в 1915 году была заложена шахта «Центральная». Уже к 1916 году Копикуз выдавал 16 % от общей угледобычи в бассейне. Началось сооружение Кемеровского коксохимзавода, намечалось освоение Ерунаковского месторождения. У Управления Копикуза возникла также идея строительства крупного металлургического завода на юге Кузбасса близ Кузнецка. Однако осуществлению многих грандиозных планов акционерного общества Кузнецких каменноугольных копей помешала накрывшая Россию смута.. Работали Абашевская и Осиновская копи.
К 1917 году на предприятиях Копикуза работало 5758 человек.
Объёмы добычи угля обществом в 1914 году составляли 3,1 млн пудов, в 1915 году — 4,47, в 1916 году — 1,2, в 1917 году — 1,6 млн пудов.

## После революции
В 1917 году Временное правительство подтвердило права Копикуза на добычу угля. Работа предприятия не прекращалась ни после Октябрьской революции, ни во время Гражданской войны (в ходе которой Кузбасс находился во власти Верховного правителя Государства Российского адмирала Александра Колчака).
В 1918—1919 общество выпускало собственные денежные знаки-боны номиналом от одного до ста рублей, находившихся в обращении на территории Кузбасса.
19 февраля 1920 года, сразу после окончательного разгрома Восточного фронта Русской армии, акционерное общество было национализировано (как и все угольные предприятия на территории Советской России).

## Музей
В 1991 году на территории бывшего Кемеровского рудника был основан музей Красная Горка.